# 1447년

## 연호
- 명(明) 정통(正統) 12년
- 일본(日本) 분안(文安) 4년
- 후 레 왕조(後黎朝) 다이호아(大和) 5년

## 기년
- 명(明) 영종 정통제(英宗 正統帝) 12년
- 조선(朝鮮) 세종(世宗) 29년
- 후 레 왕조(後黎朝) 인종(仁宗) 5년

## 사건
- 수양대군의 《석보상절》과 이를 바탕으로 악장화한 《월강지》이 완성

## 사망
조선 초기 문신 조말생